# Семейство Касагранде: Филмът
„Семейство Касагранде: Филмът“ (на английски: The Casagrandes Movie) е американски анимационен фентъзи комедиен филм от 2024 г., базиран на анимационния сериал на Никелодеон – „Семейство Касагранде“. Режисиран от Мигел Пуга по сценарий на Тони Гама-Лобо, Ребека Мей, Роузмари Контрерас и Лало Алкараз, филмът включва обикновения озвучаващ състав от сериала, които повтарят ролите си като семейство Касагранде, с изключение на Полина Чавес, Анджелика Арагон, Кейт дел Кастило, Кристо Фернандез и Серхио Арагонез.
Обявен от „Никелодеон“ на 4 април 2023 г., той е вторият анимационен и изцяло четвъртия филм в поредицата „Къщата на Шумникови“, и е пуснат по Нетфликс на 22 март 2024 г., с повече позитивни отзиви от критиците.

## Актьорски състав
- Изабела Алварез – Рони Ан Сантяго
- Сумали Монтано – Мария Сантяго, майката на Рони Ан
- Полина Чавес – Пунгуари (Шара), полубог, която се сприятелва с Рони Ан
- Анджелика Арагон – Мама Лупе
- Соня Манзано – Роза Касагранде, бабата на Рони Ан
- Кейт дел Кастило – Сисики, майката на Пунгуари
- Алекс Казарес – Карл Касагранде (по-малкия братовчед на Рони Ан) / Селско момче
- Карлос ПенаВега – Боби Санятго (брат на Рони Ан) / Плоския Артуро
- Карлос Алазраки – Карлос Касагранде (чичо на Рони Ан) / Серхио (папагалът на семейство Касагранде) / Дон Тахо (помощник на Мама Лупе)
- Рубен Гарифас – Ектор Касагранде, дядо на Рони Ан
- Лий Мей Голд – Сид Чанг, най-добрата приятелка на Рони Ан
- Алекса ПенаВега – Карлота Касагранде, братовчедка на Рони Ан
- Кристо Фернандез – Чипири, бащата на Пунгуари
- Серхио Арагонез – Пако, папагал
- Роксана Ортега – Фрида Пуга-Касагранде (леля на Рони Ан) / Чанкла войн
- Джаред Козак – Си Джей Касагранде, братовчед на Рони Ан със синдром на Даун.
- Хорхе Р. Гутиерез – Фелипе
- Кърли Тлаойава – Пазач / Селянин 2
- Фабио Тасоне – Артуро Сантяго, бащата на Рони Ан
- Кристина Милиция – Карлитос Касагранде / Селянка / Туристка 3
- Дий Брадли Бейкър – Лало

## Производство
„Семейство Касагранде: Филмът“ е първоначално обявен на 4 април 2023 г. На 17 ноември 2023 г., Мигел Пуга потвърждава, че филмът е завършен.

## Премиера
На 11 декември 2023 г., е обявено, че „Семейство Касагранде: Филмът“ ще излезе по Нетфликс на 22 март 2024 г. Трейлърът на филма излиза на 23 февруари 2024 г.